# NGC 6675
NGC 6675 é uma galáxia espiral (Sbc) localizada na direcção da constelação de Lyra. Possui uma declinação de +40° 03' 28" e uma ascensão recta de 18 horas, 37 minutos e 26,2 segundos.
A galáxia NGC 6675 foi descoberta em 27 de Julho de 1870 por Édouard Jean-Marie Stephan.